# جيفري أمهيرست

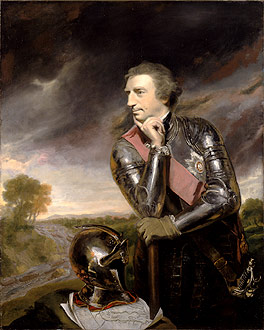
رسم يمثل المارشال جيفري أمهيرست، يعود إلى عام 1765

الفيلد مارشال جيفري أمهيرست، أو البارون أمهيرست الأول (بالإنجليزية: Jeffery Amherst) ـ (29 يناير 1717 ـ 3 أغسطس 1797) قائد عام خدم بالجيش البريطاني في القرن الثامن عشر. يعرف بانتصاراته التي حققها في الحروب الهندية والفرنسية، والتي كان من أهمها انتصاره على القوات الفرنسية في كندا في 8 سبتمبر 1760 مما أجبر فرنسا على التنازل عن عدة مدن من بينها مدينة مونتريال أهم مدن كندا لصالح المملكة المتحدة. عين أمهيرست بعد ذلك أول حاكم عام بريطاني في المناطق التي كونت فيما بعد ما يعرف بكندا، وتحمل العديد من الأماكن والشوارع في كل من الولايات المتحدة وكندا اسمه حتى اليوم.

## روابط خارجية
- جيفري أمهيرست على موقع الموسوعة البريطانية (الإنجليزية)